# Hidehiko Yoshida

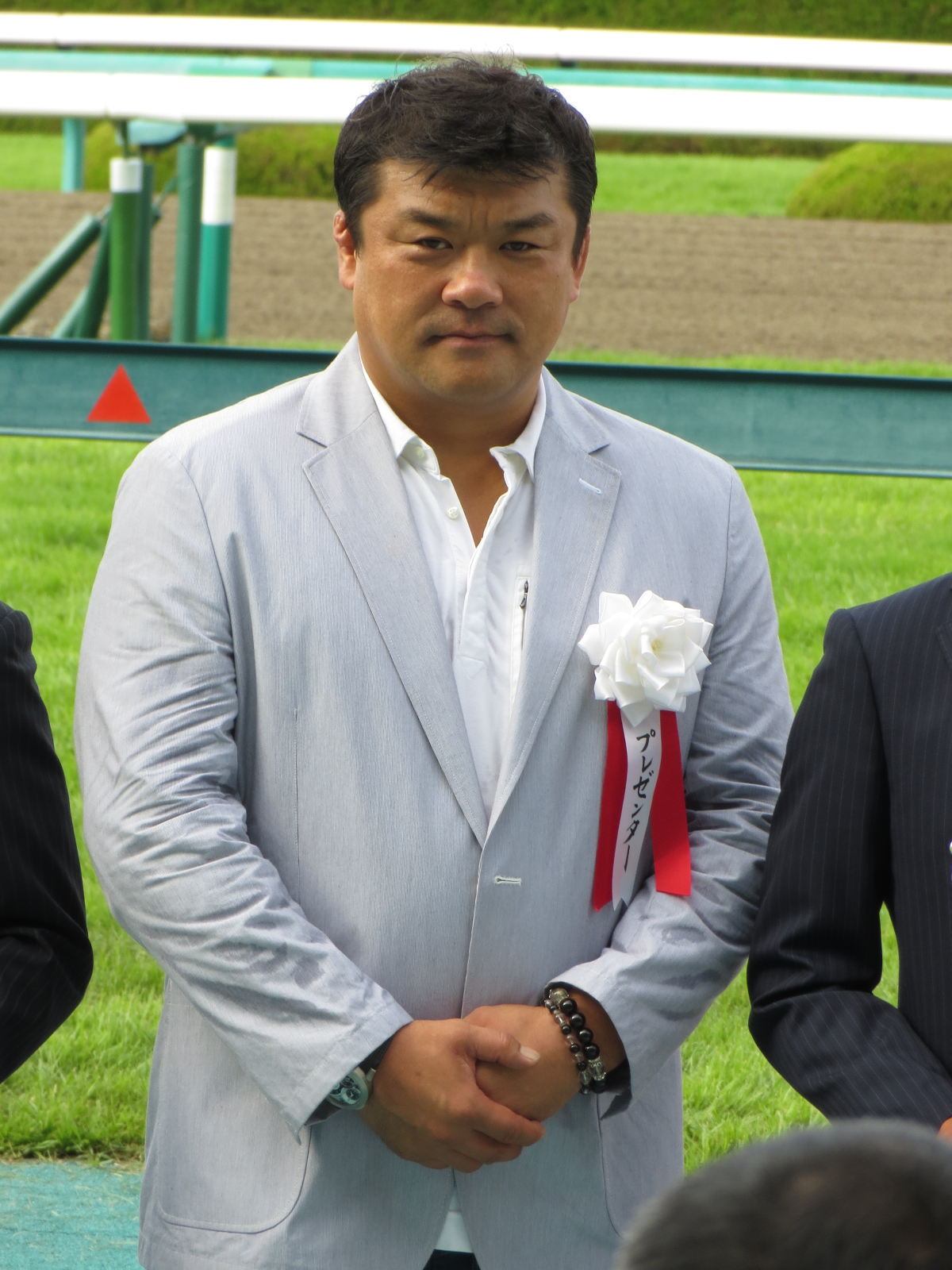
Hidehiko Yoshida (2013)

Hidehiko Yoshida (jap. 吉田 秀彦, Yoshida Hidehiko; * 3. September 1969 in Ōbu, Präfektur Aichi) ist ein ehemaliger japanischer Judoka. Er war Olympiasieger 1992 und Weltmeister 1999.

## Karriere
Der 1,80 Meter große Hidehiko Yoshida begann seine Karriere im Halbmittelgewicht, der Gewichtsklasse bis 78 Kilogramm. 1988 gewann er in dieser Gewichtsklasse den Titel bei den Asienmeisterschaften in Damaskus. Im gleichen Jahr siegte er auch bei den Universitäts-Weltmeisterschaften in Tiflis. Diesen Titel gewann er zwei Jahre später in Brüssel zum zweiten Mal. Im Juli 1991 erkämpfte Yoshida die Bronzemedaille bei den Judo-Weltmeisterschaften 1991 in Barcelona. Nachdem er im Februar 1992 in Sofia sein erstes Weltcup-Turnier gewonnen hatte, startete er im Juli 1992 erneut in Barcelona. Bei den Olympischen Spielen 1992 benötigte er für seine beiden ersten Kämpfe gegen einen Sudanesen und einen Libanesen fünfundzwanzig Sekunden. Nach Siegen gegen den Argentinier Dario García Aguilar und den Rumänen Alexandru Ciupe schlug er im Kampf um den Finaleinzug den Belgier Johan Laats. Nach seinem sechsten Sieg durch Ippon über den Amerikaner Jason Morris erhielt Yoshida die Goldmedaille. Insgesamt hatte er 16 Minuten und 21 Sekunden für seine sechs Kämpfe benötigt. 1993 gewann er beim Weltcup-Turnier in Paris in der Gewichtsklasse bis 86 Kilogramm. Für die Judo-Weltmeisterschaften 1993 im kanadischen Hamilton kehrte er noch einmal in die Gewichtsklasse bis 78 Kilogramm zurück. Im Finale unterlag er dem Südkoreaner Jeon Ki-young.
Von 1994 bis 1997 trat Yoshida im Mittelgewicht an, der Gewichtsklasse bis 86 Kilogramm. 1995 siegte er erneut beim Weltcup-Turnier in Paris. Bei den Judo-Weltmeisterschaften 1995 in Chiba unterlag er im Finale gegen Jeon Ki-young, der ebenfalls die Gewichtsklasse gewechselt hatte. Bei den Olympischen Spielen 1996 in Atlanta verlor Yoshida bereits seinen ersten Kampf gegen den Rumänen Adrian Croitoru. In der Hoffnungsrunde siegte Yoshida dreimal, im Kampf um die Bronzemedaille verlor er gegen den Deutschen Marko Spittka. Olympiasieger wurde der Koreaner Jeon Ki-young.
Nach den Olympischen Spielen 1996 wurden die Gewichtsklassen im Judo geändert, Yoshida startete von 1998 bis 2000 weiterhin im Mittelgewicht, dieses war aber jetzt die Gewichtsklasse bis 90 Kilogramm. Sein größter Erfolg war der Sieg bei den Judo-Weltmeisterschaften 1999, bei denen er im Finale den Moldawier Victor Florescu besiegte. Bei seiner letzten Olympiateilnahme 2000 in Sydney verlor Yoshida in seinem dritten Kampf gegen den Brasilianer Carlos Honorato.
Nach seiner Judo-Karriere trat Yoshida von 2002 bis 2010 als Mixed-Martial-Arts-Kämpfer an. Von seinen achtzehn Kämpfen gewann er neun, ein Kampf endete unentschieden.